# Aubletiana
Aubletiana är ett släkte av törelväxter. Aubletiana ingår i familjen törelväxter.
Kladogram enligt Catalogue of Life:
| Aubletiana | \| \| Aubletiana leptostachys \| \| \| \| \| \| Aubletiana macrostachys \| \| \| \| |
|            | \| \| Aubletiana leptostachys \| \| \| \| \| \| Aubletiana macrostachys \| \| \| \| |
|            | Aubletiana leptostachys                                                             |
|            |                                                                                     |
|            | Aubletiana macrostachys                                                             |
|            |                                                                                     |